# Tornabenea hirta
Tornabenea hirta är en flockblommig växtart som beskrevs av Johann Anton Schmidt. Tornabenea hirta ingår i släktet Tornabenea och familjen flockblommiga växter. Inga underarter finns listade i Catalogue of Life.